# Oliver Wardrop
Sir John Oliver Wardrop (Lambeth, 10 oktober 1864 – Londen, 19 oktober 1948) was een Britse diplomaat, reiziger en vertaler. Hij werd bekend als de eerste Hoge Commissaris van het Verenigd Koninkrijk in Transkaukasië in de periode 1919-1920 met standplaats Tbilisi in de Democratische Republiek Georgië.
Hij was tevens oprichter en weldoener van de Kartveliaanse studie aan de Universiteit van Oxford. Oliver Wardrop en zijn zus Marjory Wardrop werden in Georgië geroemd om hun inzet voor de verspreiding en promotie van de Georgische literatuur en cultuur.

## Biografie
Oliver Wardrop werd geboren in Lambeth in het graafschap Surrey onder de rook van Londen, als oudste van drie kinderen van Schotse ouders. Zijn vader Thomas Caldwell Wardrop (1836–1903) was meubelmaker en partner in een bouwbedrijf. Op vijfjarige leeftijd werd Oliver Wardrop naar de boerderij van zijn grootouders gestuurd in West Calder (West Lothian), waar hij vier jaar woonde en naar de dorpsschool ging.
Wardrop zette zijn scholing voort op de middelbare school in Stepney (Londen) in de periode 1873–1880 om daarna naar scholen in Parijs en Dissen am Teutoburger Wald te gaan. In 1885-1886 studeerde hij aan Sorbonne Université en drie maanden in Rome. In 1886 begon Wardrop aan een uitgebreide rondreis door Egypte, het Midden-Oosten en Georgië.

### Passie voor Georgië

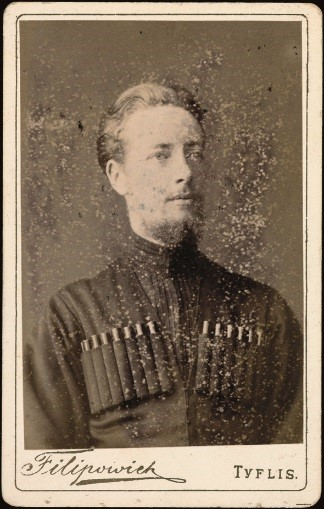
Wardrop in traditionele Georgische kledij tijdens zijn reis in 1887.

Wardrop raakte dermate onder de indruk van Georgië, dat toen onderdeel was van het Keizerrijk Rusland, dat hij in 1888 zijn boek The Kingdom of Georgia - Notes of Travel in a Land of Women, Wine and Song publiceerde. In dit werk schrijft Wardrop over de geschiedenis en geografie van Georgië en gaat in op de taal, literatuur en de politieke, sociaal-economische en culturele situatie. Het werk prikkelde zijn zus Marjory Wardrop om zich helemaal op de Georgische taal te storten. Ook Oliver Wardrop maakte zich het Georgisch eigen. Ondertussen ging Wardrop naar het Balliol College in Oxford, waar hij in 1891 zijn eerstegraads in moderne geschiedenis behaalde. Hij studeerde er tevens Russisch en Georgisch.
Wardrop kwalificeerde zich als legertolk in het Russisch, waardoor hij in 1892 benoemd kon worden tot privésecretaris van de Britse ambassadeur in Sint-Petersburg, Sir Robert Morier. Dit werk deed hij tot de dood van Morier in 1893. Ondertussen hield hij contact met zijn vrienden in de Kaukasus en zette hij zijn studie voort in zowel middeleeuws als modern Georgisch, waarbij hij soms samenwerkte met zijn zus. In 1894 publiceerde Wardrop een reeks boeken over Georgië, waaronder de vertaling van Soelchan-Saba Orbeliani's 17e-eeuwse Tsigni Sibrdze Sitsroeisa (წიგნი სიბრძე სიცრუისა) als The Book of Wisdom and Lies. Het is naast De ridder in het pantervel van Sjota Roestaveli een van de belangrijkste Georgische literaire werken.
Hij vergezelde zijn moeder en zus in 1894 voor een tweede bezoek aan Georgië, waarbij ze hartelijk ontvangen werden door de Georgische elite, onder wie Ilia Tsjavtsjavadze die hen enkele weken te gast had. Tsavtsjavadze was de leider van de Georgische nationalistische beweging en de vader van het Georgische liberalisme. Hij bleef tot zijn dood - door moord - in 1907 goed bevriend met de Wardrops. De voortschrijdende russificatie was voor de Georgiërs een gevoelige kwestie en de Wardrops werden gewaardeerd voor hun steun voor de Georgische nationalistische zaak. Door hun vertalingen van Georgische werken brachten ze Georgië onder de aandacht van een groter publiek in het Westen.

### Consulaire dienst

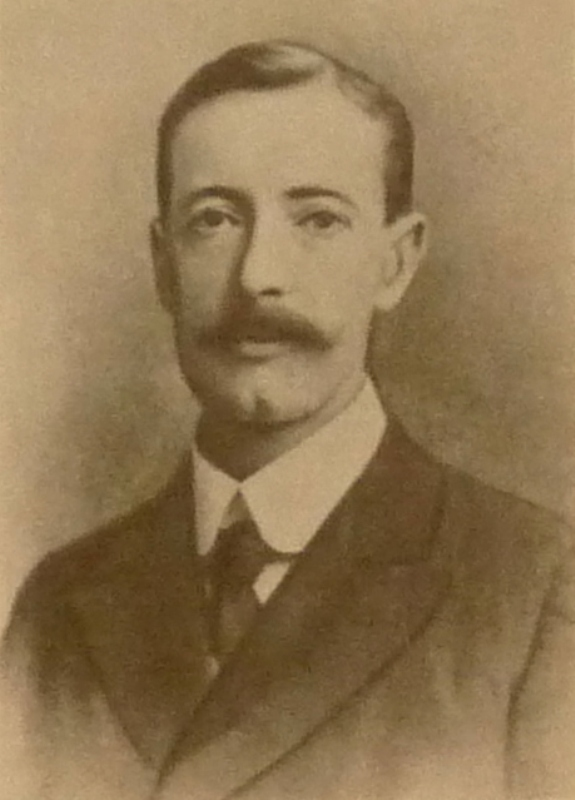
Wardrop als jonge diplomaat.

Deze indrukken en ervaringen overtuigden Wardrop ervan een carrière na te streven in Rusland en de Kaukasus, waarbij hij droomde van een baan als diplomaat in Georgië. Het Verenigd Koninkrijk had in het keizerlijke Rusland alleen een consulaire post in Georgië, in de belangrijke havenstad Batoemi. Ondanks een gesprek in 1894 met de Britse ambassadeur in Constantinopel kon Wardrop de consulaire functie in Batoemi niet zeker stellen. Het jaar daarop ging hij in consulaire dienst en werd naar Kertsj op de Krim gestuurd, waar hij zeven jaar lang als vice-consul gestationeerd zou blijven. Hij werd op zijn posten vergezeld door zijn zus Marjory.
Ze werkten samen aan The Life of St Nino dat in 1900 verscheen. Dit was een biografie vertaald uit middeleeuwse teksten van de 4e-eeuwse heilige Nino, die Georgië evangeliseerde. Na Kertsj verbleef Wardrop korte tijd in Sebastopol en was hij met tussenpozen waarnemend consul-generaal in Polen, Roemenië, Tunis en Haïti. In 1903 werd hij benoemd als consul in Sint-Petersburg en maakte hij daar de revolutie van 1905 mee. In 1906 richtte hij samen met zijn zus Marjory in Engeland het Georgisch Hulpcomité op, nadat de Russen en Kozakken uiterst gewelddadig waren opgetreden in Georgië, waarbij ook vrouwen verkracht werden. Britse humanisten probeerden tevergeefs de regering in Sint-Petersburg op andere gedachten te brengen.
Wardrop verruilde in 1906 Sint-Petersburg voor Boekarest in Roemenië, waar hij vier jaar lang als consul diende. In 1907 was hij betrokken bij de "Petitie van het Georgische volk" tegen het tsaristische regime, die bij de Vredesconferenties van Den Haag werd aangeboden. De petitie werd georganiseerd door de Georgische anarchistische revolutionair Varlam Tsjerkezisjvili (Tsjerkezov), een goede vriend van de Russische revolutionair Pjotr Kropotkin. Tsjerkezov had een Nederlandse echtgenote en had via haar contacten in Engeland en bij Europese politieke elites. De petitie leverde niks op op de conferentie, maar Wardrop en Tsjerkezov bleven contact houden.
In 1909 overleed Wardrops zus Marjory onverwachts in de residentie in Boekarest. Zijn eigen gezondheid leed hieronder, waarna hij in 1910 ontslag nam uit de consulaire dienst. In de daaropvolgende jaren legde Wardrop zich toe op Kaukasische studies.

### Georgische literatuur
Wardrop richtte na de dood van zijn zus Marjory het Marjory Wardrop Fund in Oxford op om Kartveliaanse studies te stimuleren en de collectie Georgische manuscripten van de Bodleian Library uit te breiden. Hij maakte de vertaling van het lange twaalfde-eeuwse gedicht De ridder in het pantervel van Sjota Roestaveli zorgvuldig af, waar zijn zus achttien jaar aan had gewerkt, en publiceerde het werk in 1912. Het epos is het belangrijkste werk uit de klassieke periode van de Georgische literatuur. In 1914 verscheen zijn vertaling vanuit het Georgisch van de Perzische roman Visramiani, the Story of the Loves of Vis and Ramin. In de tussenliggende jaren volgden meerdere vertalingen uit het Georgisch en bracht Wardrop een Engels-Svanetisch woordenboek uit.
Wardrop merkte tijdens zijn studie van de Georgische literatuur op dat de Georgiërs historisch vaak hun blik naar het westen richtten en de interactie zochten met de Europese wereld. Edelen zochten in de Georgische Gouden Eeuw in de 11e en 12e eeuw scholing in Athene, wat volgens Wardrop invloed had op het intellectuele en sociale leven van die periode. Het plaveide volgens Wardrop de weg voor de gouden eeuw van de Georgische literatuur, die aanbrak met de troonsbestijging van koningin Tamara in 1160. Hij verwees daarbij naar Soelchan-Saba Orbeliani, die Griekse schrijvers aanhaalde. In de vroege 18e eeuw zocht Soelchan-Saba Orbeliani tevergeefs hulp in Frankrijk voor de verdediging tegen de Perzen.
Ondanks zijn toewijding aan de Georgische literatuur, bleef Wardrop ook diplomaat. Na het uitbreken van de Eerste Wereldoorlog in 1914 trad hij weer in dienst bij het ministerie van Buitenlandse Zaken. Hij werd consul-generaal in Bergen in Noorwegen, dat destijds het belangrijkste handelskanaal tussen het Verenigd Koninkrijk en Noord-Europa was. Twee jaar eerder was Wardrop met de Noorse Margrethe Collett (1877–1960) getrouwd, uit welk huwelijk drie kinderen kwamen. In het tumultueuze en gevaarlijke revolutiejaar 1917 werd Wardrop benoemd tot consul-generaal in Moskou, wat hij tot 1919 bleef.

### Hoge Commissaris in Transkaukasië

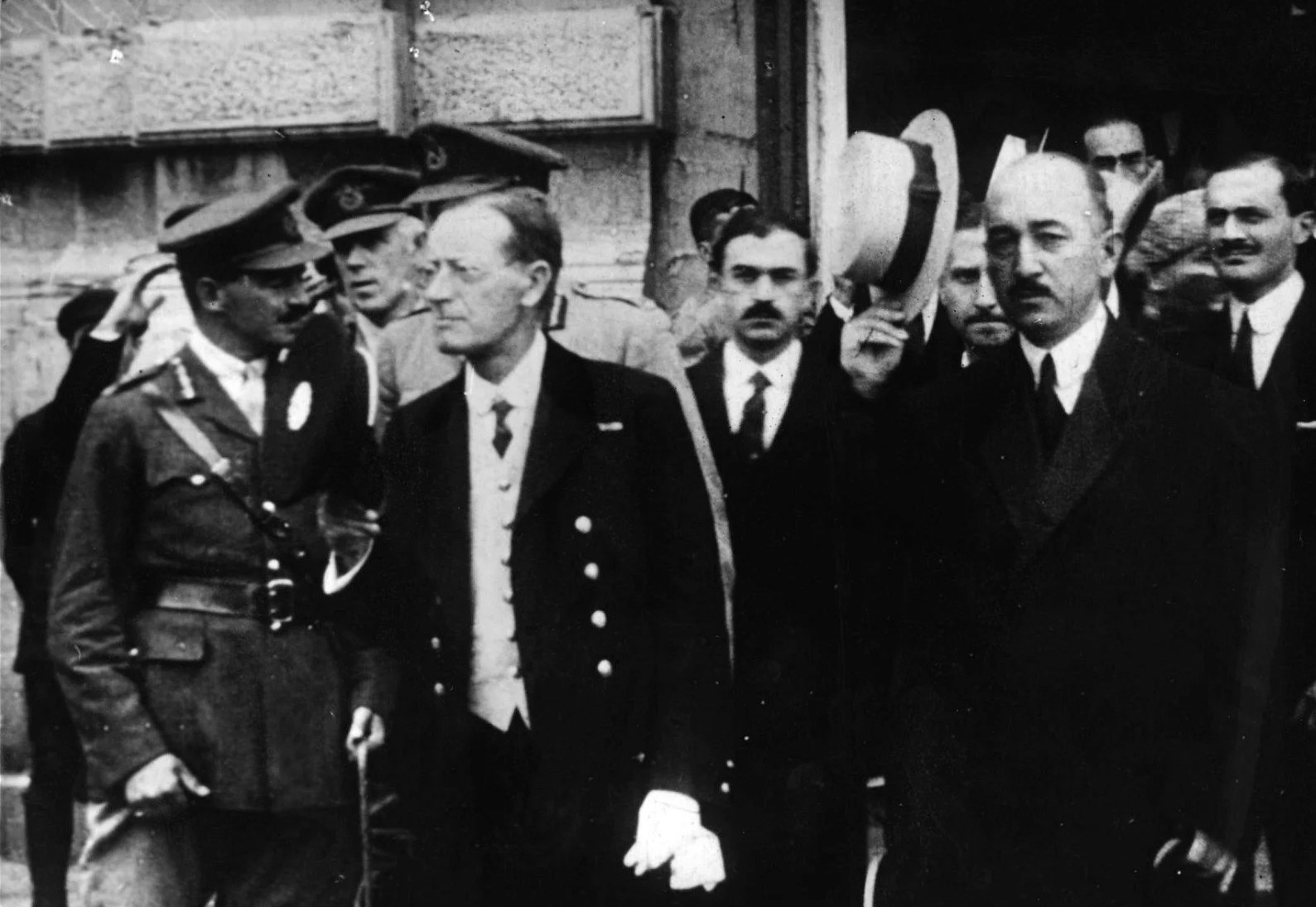
Wardrop (tweede van links) wordt onthaald bij zijn aankomst in Tbilisi door de Georgische minister van Buitenlandse Zaken Evgeni Gegetsjkori (rechts).

Na het einde van de Eerste Wereldoorlog kregen de Britten in december 1918 het mandaat over delen van Transkaukasië om het olietransport van Bakoe naar de Georgische Zwarte Zeehaven in Batoemi te waarborgen. De Brits-Georgische verhoudingen kenden een stroeve start, onder meer omdat de Georgiërs de Britten niet vertrouwden. Ze zagen zich hierin bevestigd door het gebrek aan Britse steun in hun strijd tegen de Witten van Anton Denikin, die aanvallen uitvoerden op Abchazië. Ook de Britse interne verdeeldheid over het erkennen van de onafhankelijkheid van de Democratische Republiek Georgië bleef niet onopgemerkt in het land. 
De Georgische anarchist Varlam Tsjerkezisjvili schreef in mei 1919 zijn oude vriend Wardrop en zei dat Georgië iemand als Wardrop als Britse vertegenwoordiger nodig had. De brief kwam de Britse minister van Buitenlandse Zaken George Curzon onder ogen, die een groot voorstander was van de onafhankelijkheid van de drie Transkaukasische republieken Armenië, Azerbeidzjan en Georgië. Hij besloot op 20 juni 1919 Oliver Wardrop voor te dragen om naar het gebied te sturen en zo de Britse militaire leiding, die er andere opvattingen op nahield, een geïnformeerd weerwoord te kunnen geven. In juli 1919 benoemde de Britse regering Oliver Wardrop als de eerste Hoge Commissaris van Transkaukasië met Tbilisi als standplaats. Wardrop stond in het Verenigd Koninkrijk inmiddels bekend als vooraanstaande geleerde op het gebied van de Georgische geschiedenis en literatuur en was daarmee een logische keuze als gezant in de Kaukasus. In Georgië werd hij met open armen ontvangen. De Georgische ondernemer en filantroop Akaki Chosjtaria gaf Wardrop zijn huis in de Matsjabelistraat in het centrum van Tbilisi als residentie. De residentie werd later het Schrijvershuis van Georgië.

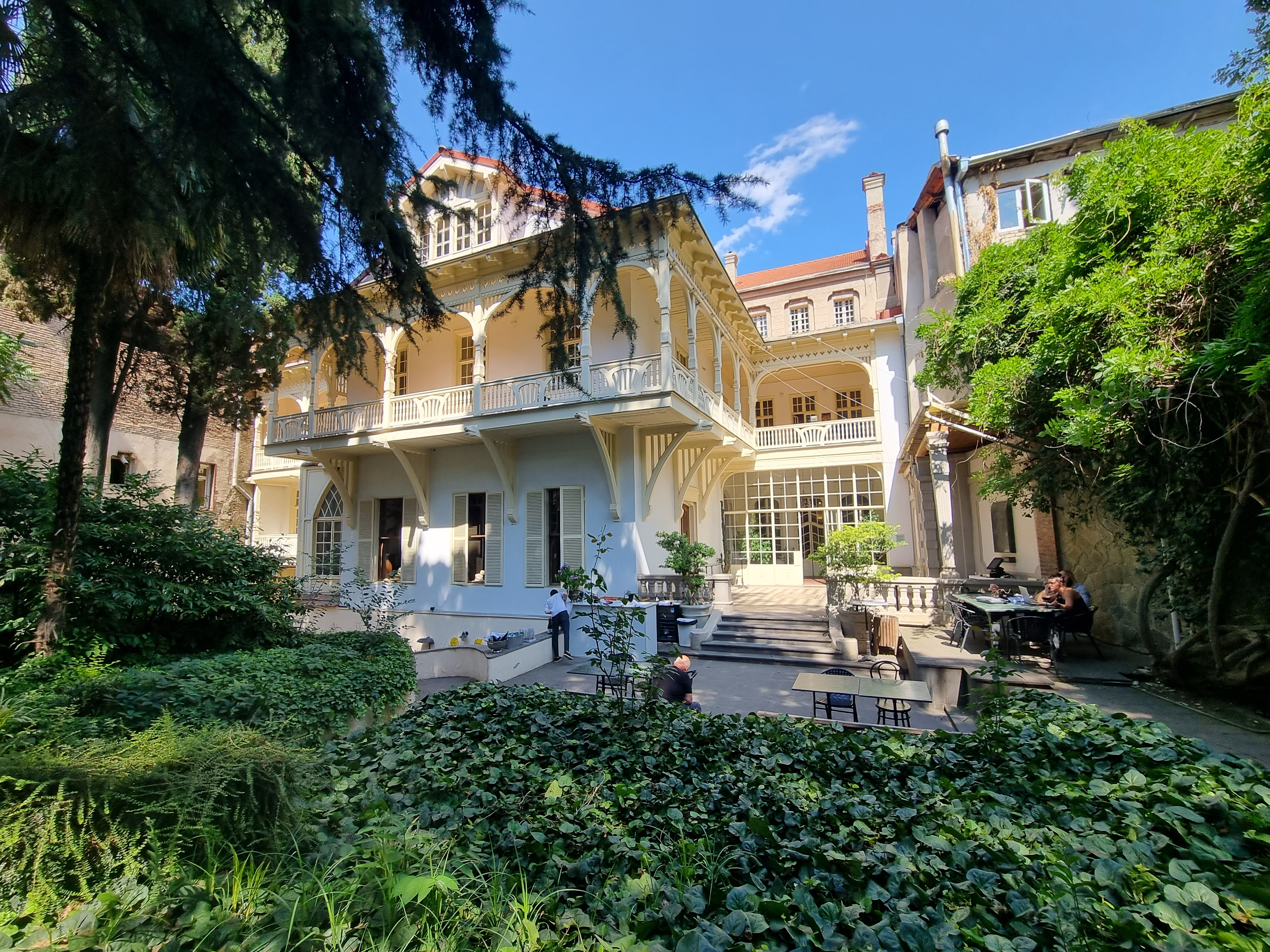
De residentie van Wardrop in Tbilisi.

Voor zijn vertrek in augustus 1919 stelde hij een actieplan op dat hij bij het ministerie van Buitenlandse Zaken indiende. Dit plan voorzag erin de Britse troepen in de Kaukasus te houden, de erkenning van de onafhankelijkheid van de drie Kaukasusrepublieken en dit promoten bij de andere grote mogendheden, toelating van deze republieken tot de Volkenbond, afdwingen dat Denikin zich niet zou inmengen in de interne aangelegenheden van deze republieken en het toekennen van de provincie Batoemi aan Georgië. Daarnaast voorzag Wardrops actieplan in de assistentie van de economische ontwikkeling in de Kaukasus, het aangaan van handelsrelaties en het leveren van humanitaire hulp.
Wardrop werd het belangrijkste communicatiekanaal tussen Tbilisi en Londen en probeerde de belangen van Georgië te verenigen met die van de Britten en andere westerse machten. Hij was actief in het territoriale behoud van zowel de provincie Batoemi als Abchazië voor Georgië tegen de Britse militaire koers in, wat hem in conflict bracht met consul Stevens in Batoemi. In december 1919 publiceerde de Britse buitenlandminister Curzon een memorandum waaruit de invloed van Wardrop bleek. Het was het eerste internationale document dat de Russische inlijving van Georgië in 1801 een annexatie noemde en het stelde dat Batoemi historisch altijd onderdeel van Georgië was geweest tot de Turkse verovering ervan. In slechts vier maanden tijd wist Wardrop het beeld van Georgië in Londen geheel bij te stellen.

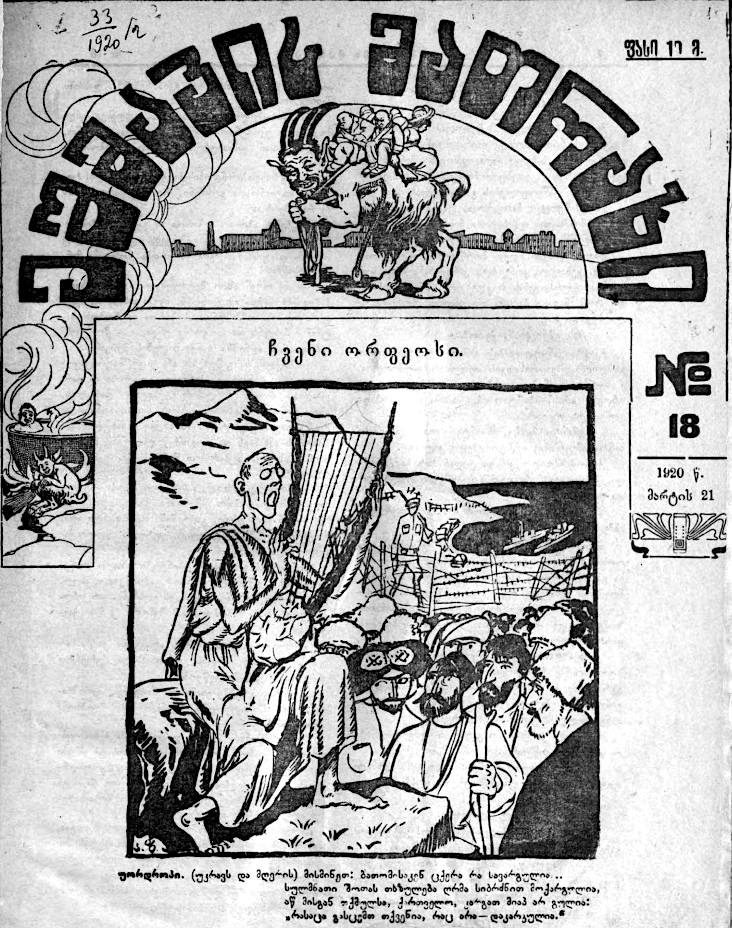
Satire over Wardrop in een Georgische krant, waarin hij de Georgiërs voorhoudt Batoemi uit hun hoofd te zetten (21 maart 1920).

Op 12 januari 1920 kon Wardrop de Georgische regering de de facto erkenning van Georgië (en Azerbeidzjan) door de geallieerden mededelen. Hij had in de voorafgaande weken aangedrongen op deze erkenning vanwege de verzwakte positie van Denikins Witte Leger en het oprukkende Rode Leger in de Noordelijke Kaukasus, wat als een bedreiging werd gezien. Het nieuws werd in Georgië groots onthaald en premier Noë Zjordania hield een bevlogen toespraak over de opname van Georgië in Europa. In februari en maart 1920 probeerde Wardrop zijn Britse collega's te overtuigen dat de Britse troepen in Batoemi moesten blijven, omdat de Georgiërs hen uiteindelijk meer vertrouwden dan de Fransen of Italianen. De Georgiërs werden ongeduldig over het definitief toekennen van Batoemi in lijn met hun aanspraken en stuurden in maart 1920 hun troepen de provincie in. Dit kwam hen op een Britse reprimande te staan, die door Wardrop overgebracht werd aan de Georgische regering.
Ook het conflict tussen Armenië en Azerbeidzjan had zijn aandacht en in de eerste vier maanden van 1920 poogde hij de territoriale conflicten tussen de twee om Nachitsjevan, Sjoenik (Zangezoer) en Karabach te beslechten. In het najaar van 1919 bezocht Wardrop Armenië, waar hij de ontstellende vluchtelingensituatie aanschouwde. Wardrop moest om chronische gezondheidsredenen ontslag nemen als Hoge Commissaris en verhuisde eind april 1920 terug naar Engeland. Zijn gezin was tijdens zijn uitzending naar Tbilisi in Engeland gebleven. Wardrop en zijn vrouw schreven in die periode talloze brieven, die in 1991 door zijn dochter aan de Bodleian Library werden overhandigd. De brieven geven een historische blik in Wardrops gedachten over de uitdagingen waar hij mee te maken had als Hoge Commissaris.
Een paar maanden na Wardrops vetrek, vertrokken de Britten uit Georgië. Dit was een uitvloeisel van het Russisch-Georgische Verdrag van Moskou, dat op 7 juni 1920 was getekend. Wardrop moest in februari 1921 van afstand toezien hoe zijn geliefde Georgië door het Rode Leger onder de voet werd gelopen. Zijn pogingen tot Britse inspanningen tegen de Sovjetbezetting liepen op niets uit. In datzelfde jaar werd hij benoemd tot Brits afgevaardigde bij de intergeallieerde commissie in Parijs. Hij sloot zijn diplomatieke carrière af als consul-generaal in Straatsburg en ging in 1927 met pensioen.

### Laatste jaren

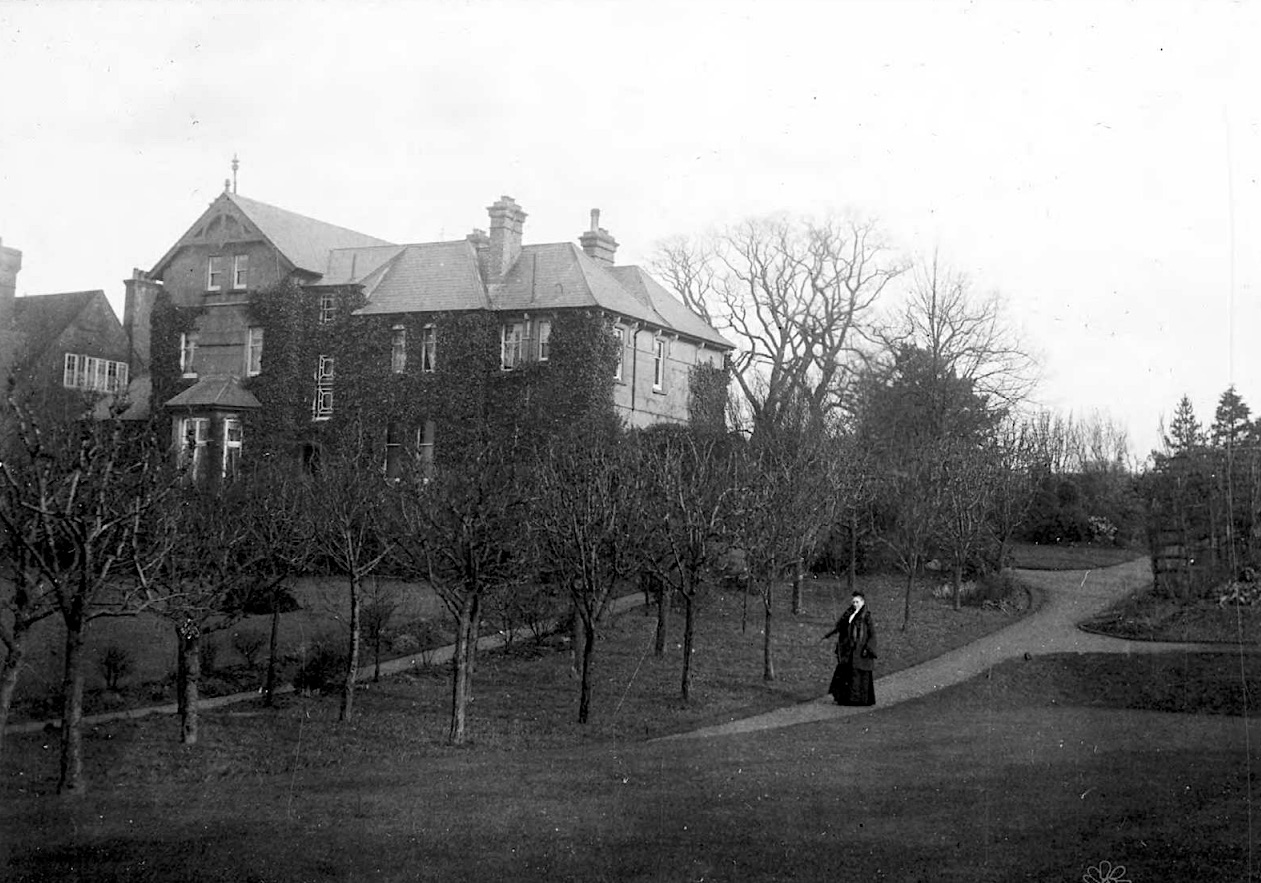
Het familiehuis van de Wardrops in Sevenoaks (Kent).

Terug in Engeland legde Wardrop zich helemaal toe op de studie en verspreiding van de kennis van Georgische literatuur en geschiedenis. Hij richtte in 1930 samen met William Edward David Allen de Georgian Historical Society op, dat het tijdschrift Georgica uitbracht en correspondeerde met Georgische geleerden. Hij catalogiseerde ook de Georgische manuscripten in het British Museum en bleef materiaal toevoegen aan de Wardrop-collectie van Georgische boeken en manuscripten in de Bodleian Library. Hij zat in de raad van bestuur van het Marjory Wardrop Fund.
Vanaf 1928 was Wardrop lid van het bestuur van de Royal Asiatic Society, waar hij in 1944 vicevoorzitter van werd. Daarnaast was hij in de jaren 1939-1945 verbonden aan de School of Oriental and African Studies in Londen. Wardrop woonde jarenlang in het dorp Chipstead (Sevenoaks) in het graafschap Kent. Hij stierf op 19 oktober 1948 in zijn huis in de Londense wijk Hampstead en werd begraven in het familiegraf op het parochiekerkhof van St. Nicholas in Sevenoaks.

## Nalatenschap
Voor Oliver Wardrop waren de talen, geschiedenis en de tradities van de Kaukasus zijn levenslange interesses, die de loop van zijn carrière en nalatenschap bepaalden. De moeilijke situatie van de Georgiërs onder zowel het tsaristische als het Sovjetregime baarde hem grote zorgen. Hij speelde een cruciale rol bij het beter bekend maken van de Georgische cultuur bij het Britse publiek.
Wat het vertaalwerk van Oliver en Marjory Wardrop belangrijk en onderscheidend maakte was dat ze uitsluitend vanuit het Georgisch werkten. Beiden kenden het Russisch goed, en veel Georgische werken waren al wel naar het Russisch vertaald, maar de Wardrops vertaalden direct uit het Georgisch.

### Wardrop Collection

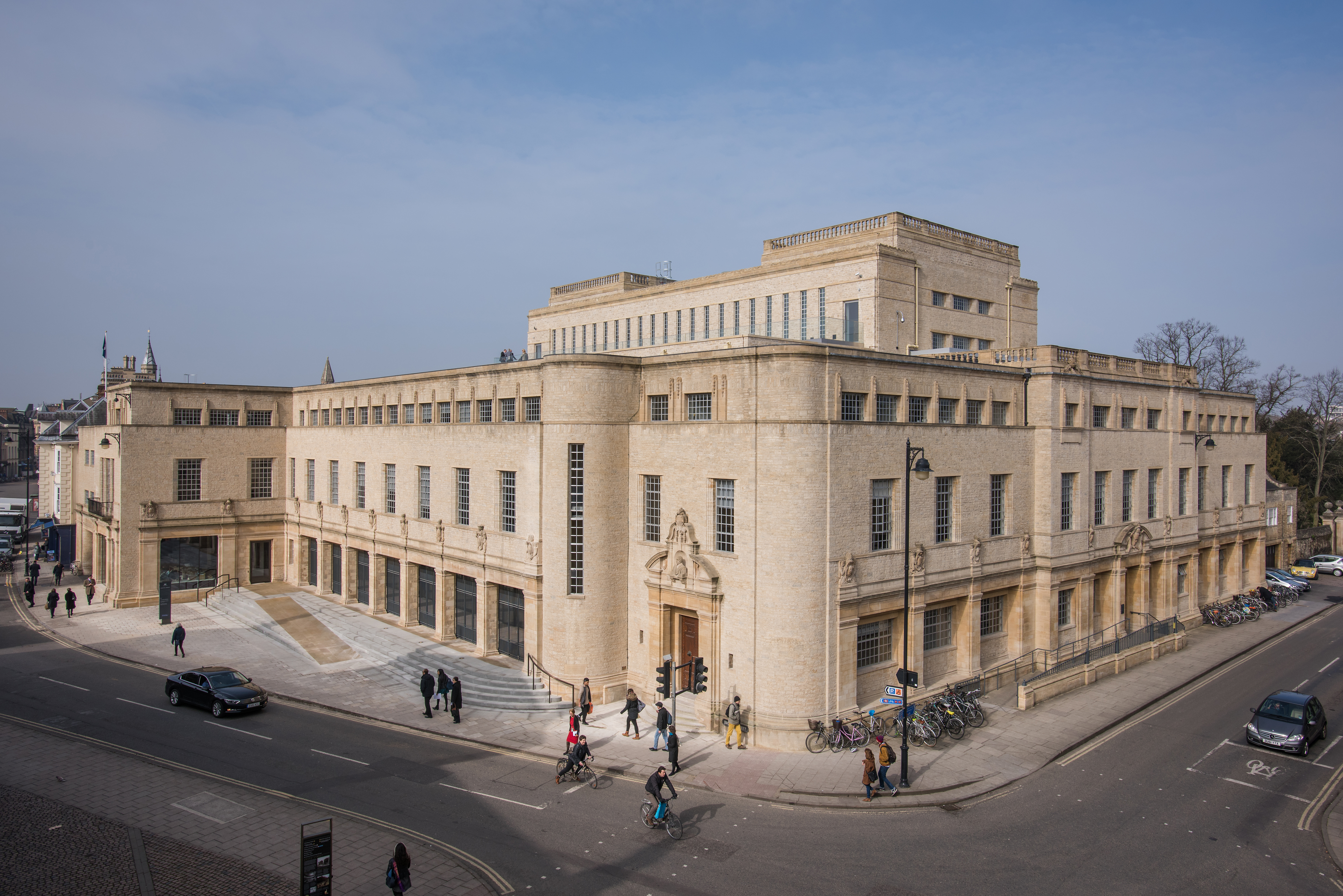
Weston-gebouw van de Bodleian Library in Oxford, waar de Wardrop-collectie is ondergebracht.

Oliver Wardrop richtte in Oxford ter nagedachtenis aan zijn zus het Marjory Wardrop Fund op om Georgische taal-, literatuur- en geschiedkundige studies in het Verenigd Koninkrijk aan te moedigen en financieel te stimuleren. Daarnaast beoogt het fonds de Georgische afdeling van de Bodleian Library in Oxford te verbeteren en uit te breiden en te assisteren bij publicaties over voornoemde studies.
In lijn met de doelstellingen van het Marjory Wardrop Fund doneerde Oliver Wardrop de verzameling boeken, manuscripten en andere werken van zijn zus en hemzelf aan de Bodleian Library. Dit liep door de jaren heen op tot meer dan duizend werken. Deze verzameling is bekend komen te staan onder de naam (Marjory) Wardrop Collection en vormt de kern van de verzameling 'Georgische manuscripten' van de bibliotheek. Ook de vele persoonlijke aantekeningen en correspondentie van beiden bevinden zich in de verzameling. Marjory Wardrops vriendschap met Ilia Tsjavtsjavadze en hun correspondentie is zodoende een van de best gedocumenteerde Georgisch-Engelse literaire contacten.

### Brits-Georgische betrekkingen

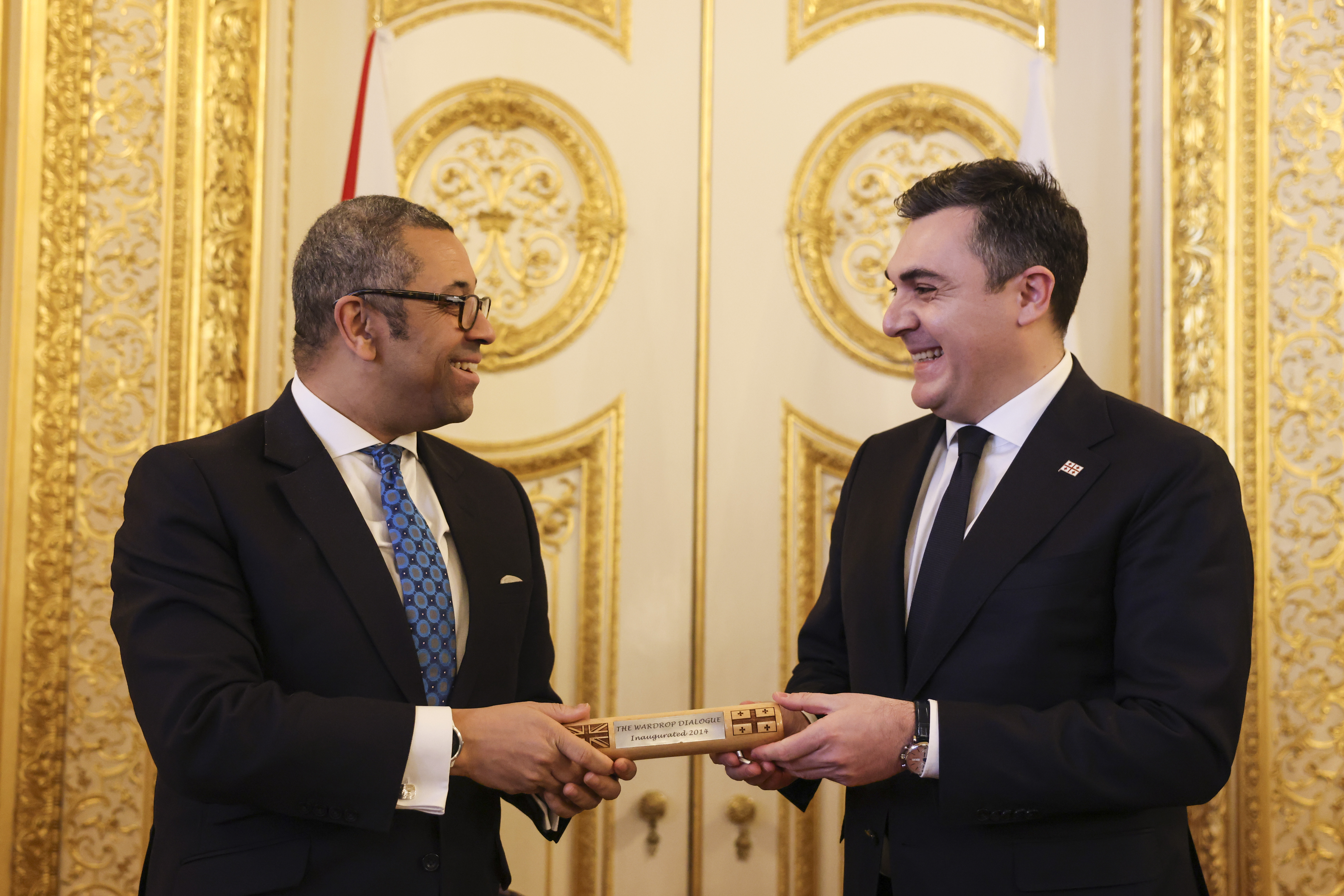
De Britse minister van Buitenlandse Zaken James Cleverly en zijn Georgische evenknie Ilia Dartsjiasjvili tijdens de Wardrop Strategic Dialogue in Londen (Lancaster House, 2023).

De bijdrage van zowel Oliver als Marjory Wardrop aan de Brits-Georgische betrekkingen wordt sinds de 150e geboortedag van Oliver Wardrop in 2014 geëerd met de Wardrop Strategic Dialogue, een jaarlijkse formele strategische dialoog tussen de regeringen van het Verenigd Koninkrijk en Georgië die afwisselend in Tbilisi en Londen wordt gehouden. De dialoog moet de "belangrijkste elementen van de bilaterale betrekkingen tussen Groot-Brittannië en Georgië samenbrengen, van politieke kwesties tot defensie en veiligheid". Daarnaast worden ook economische-, handels- en intermenselijke betrekkingen besproken. Sinds 2017 is er ook een parlementaire uitwisseling. In 2024 werd de dialoog voor onbepaalde tijd door het VK opgeschort vanwege de democratische terugval in Georgië.
Oliver en Marjory Wardrop droegen door de popularisering van de Georgische cultuur bij aan de Brits-Georgische betrekkingen, alsmede aan de terugkeer van Georgië in de Europese omgeving en de hernieuwing van de dialoog tussen (West-)Europese landen en Georgië. Door het Russisch imperiale beleid was aan deze betrekkingen een eind gekomen.

## Standbeeld

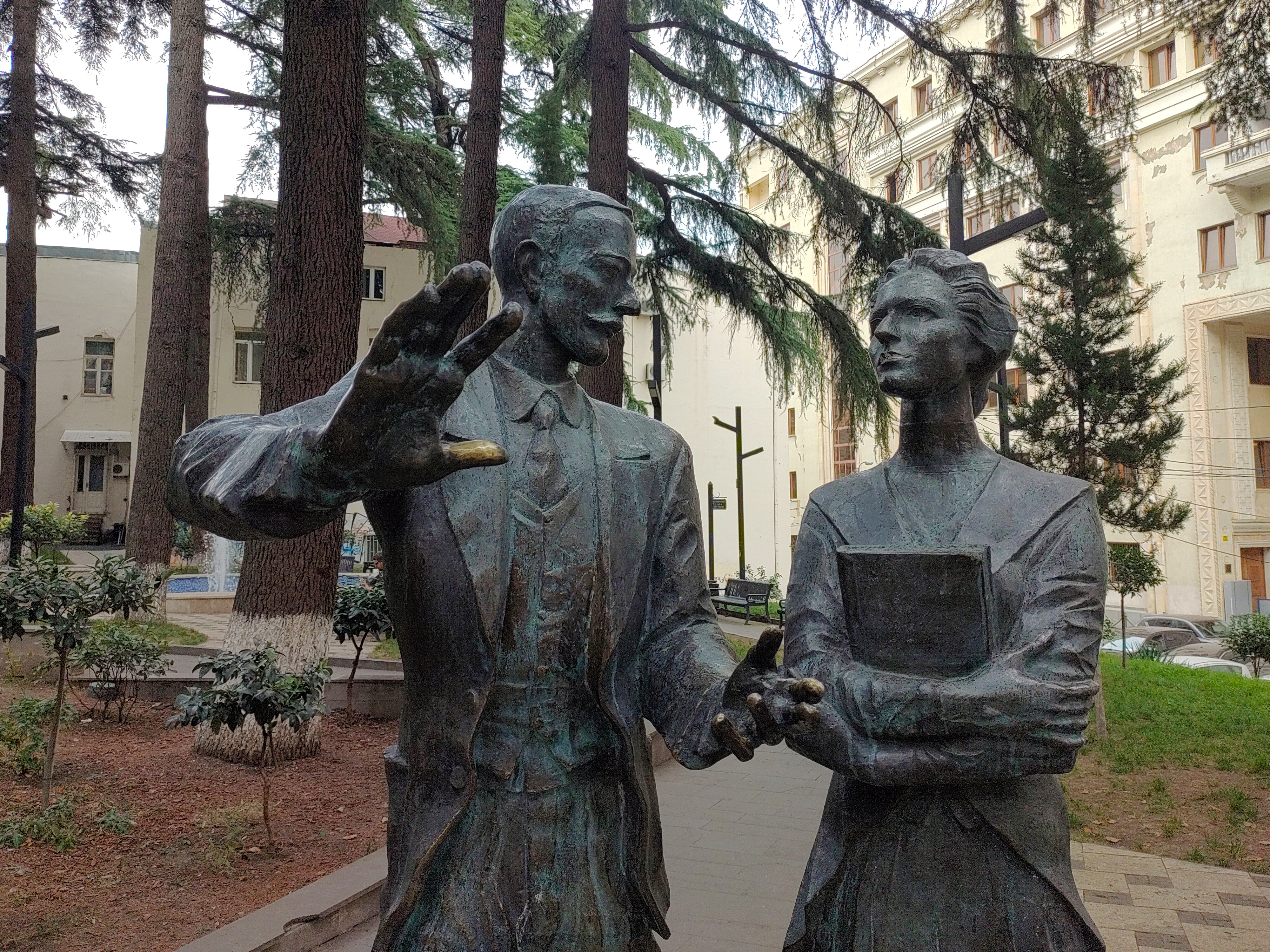
Standbeeld van Oliver en Marjory Wardrop achter het parlement in Tbilisi.

Een standbeeld van Oliver en Marjory Wardrop werd op 18 oktober 2015 onthuld tijdens het Tbilisoba-festival. Het beeld werd gemaakt door de Georgische beeldkunstenaar Dzjoember Dzjikia en staat op het Oliver Wardrop-plein achter het parlement in Tbilisi. Het monument werd onthuld door de voorzitter van het parlement Davit Oesoepasjvili, de burgemeester van Tbilisi en de voorzitter van de gemeenteraad van Tbilisi in aanwezigheid van de Britse ambassadeur in Georgië.

## Titels en predicaten
- Orde van het Britse Rijk (OBE, 1922)
- Orde van Sint-Michaël en Sint-Joris (CMG, 1917)